# Paul Häublein
Paul Häublein (* 19. Oktober 1844 in Strössendorf; † 4. Juni 1924 in Nürnberg) war ein deutscher Turner und Turnfunktionär.

## Leben und Werk
Nach dem Besuch des Seminars in Altdorf wurde er Lehrer in Naila. In seiner Freizeit absolvierte er eine Ausbildung zum Turnlehrer in München. 1874 wurde Häublein Turnlehrer und 1876 Oberturnlehrer in Nürnberg, wo er auch die Leitung des städtischen Turnwesens übernahm.
Ab 1875 war er Mitglied und 1882 Sprecher des Turnrates des Turnvereins Nürnberg. Daneben war er Kreisturnwart im Turnverband Bayerns und aktiver Turner im Pegnitzgau. 1893 wurde er Kreisvertreter des Turnkreises XII (Bayern). Gleichzeitig wurde Häublein Mitglied des reichsweiten Ausschusses der Deutschen Turnerschaft. Durch eine Eingabe im Deutschen Reichstag trug er als Ausschussmitglied 1893 maßgeblich dazu bei, dass der Turnunterricht in den Schulen flächendeckend im gesamten Deutschen Reich eingeführt wurde. Mehrfach nahm er in führender Stellung an den internationalen Deutschen Turnfesten teil und übernahm die Organisation von Turnkreisfesten in Bayern.
Außerdem war Häublein Vorsitzender des Ausschusses des Bayerischen Turnlehrervereins.

## Schriften (Auswahl)
- (Hrsg.): Grundgesetz und Bestimmungen für den XII. Deutschen Turnkreis(Bayer. Turnerbund). 4. Ausg., Verl. d. Bayerischen Turnerbundes, Nürnberg 1903.